# British Aerospace HOTOL
°

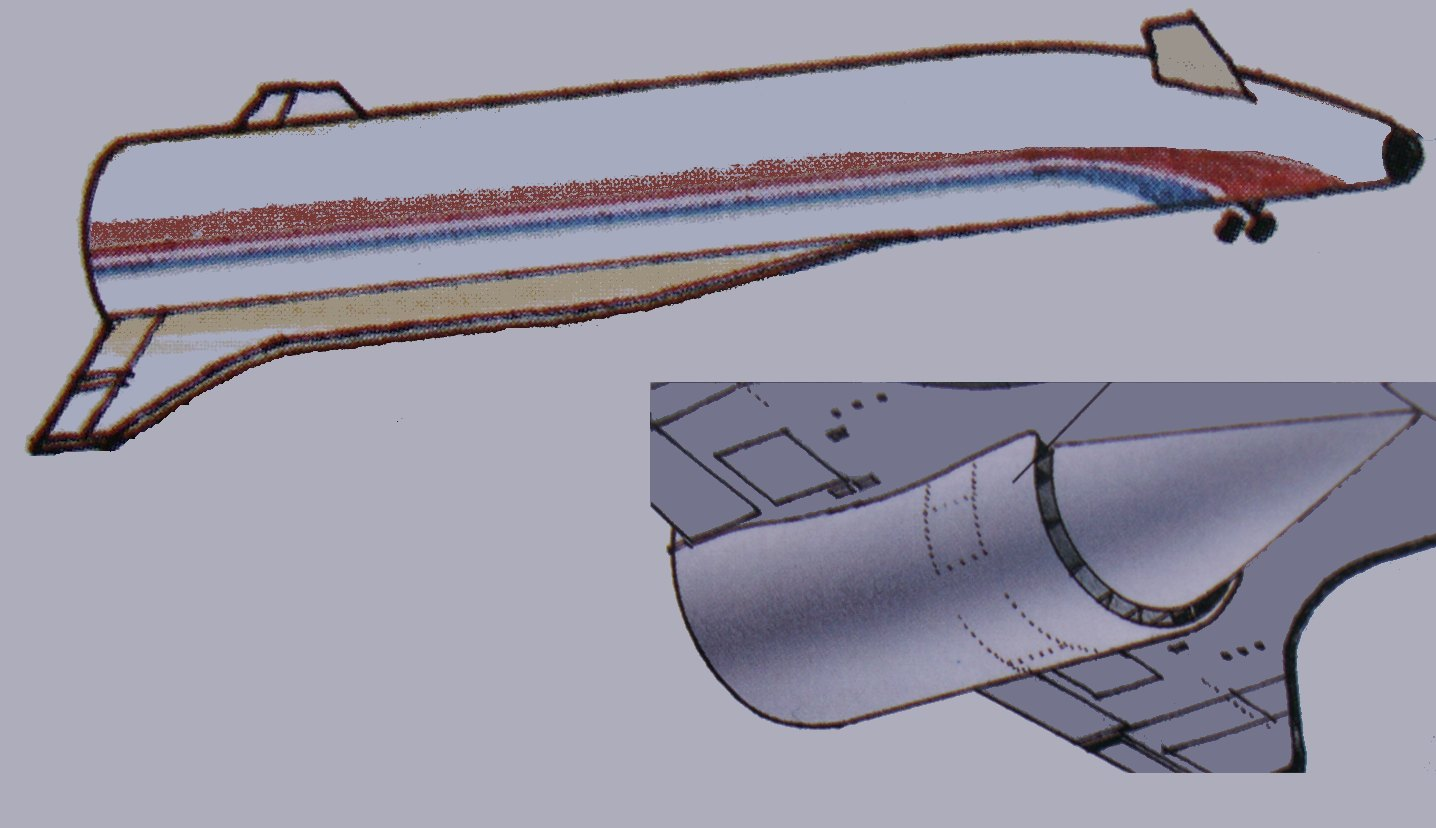
Representación artística de aeronaves HOTOL

El término HOTOL (abreviatura de la expresión inglesa Horizontal Take-Off and Landing; que significa Despegue y Aterrizaje Horizontal), se usó para denominar un diseño británico de la década de 1980 de un avión espacial sSTO, que iba a ser impulsado por un motor cohete alimentado por aire. El desarrollo lo estaba llevando a cabo un consorcio liderado por Rolls-Royce y British Aerospace (BAe).

## Características generales
Diseñado como un vehículo de lanzamiento alado reutilizable sSTO (single-stage-to-orbit), el HOTOL iba a estar equipado con un único motor cohete alimentado por aire, el RB545 o Swallow que estaba siendo desarrollado por el fabricante de motores británico Rolls-Royce. El propulsor para el motor consistía técnicamente en una combinación de hidrógeno líquido/oxígeno líquido; pero iba a emplear un nuevo procedimiento para reducir drásticamente la cantidad necesaria de oxidante a bordo, utilizando oxígeno atmosférico mientras que la nave espacial ascendía a través de la atmósfera inferior. Dado que el oxidante generalmente representa la mayor parte del peso de despegue de un cohete, el HOTOL debía ser considerablemente más pequeño que los diseños normales de cohetes puros, alcanzando aproximadamente el tamaño de un avión de pasajeros de medio recorrido como el McDonnell Douglas DC-9/MD-80.
Mientras se realizaba el estudio de diseño del prototipo HOTOL, tanto la industria como el gobierno británico intentaron establecer una cooperación internacional para desarrollar, producir y desplegar la nave espacial. A pesar del interés estadounidense en el programa, los miembros de la Agencia Espacial Europea (ESA) no mostraron entusiasmo alguno; y el gobierno británico no estaba dispuesto a prescindir de la cooperación de la ESA. Además, se encontraron problemas técnicos y hubo acusaciones de que las comparaciones con sistemas de lanzamiento alternativos (como los vehículos equipados con cohetes convencionales que utilizaban técnicas de construcción similares), no mostraron ventajas significativas del sistema  HOTOL. En 1989 finalizó la financiación del proyecto, y la terminación del trabajo de diseño del HOTOL llevó a la formación de Reaction Engines Limited (REL), creada con el cometido de desarrollar y producir la Skylon, una nave espacial propuesta basada en tecnologías HOTOL, incluido su motor de impulsión alimentado por aire.

## Desarrollo

### Orígenes
Las ideas detrás del HOTOL se originaron a partir del trabajo realizado por el ingeniero británico Alan Bond en el campo de los motores a reacción preenfriados. Bond había realizado específicamente esta investigación con la intención de producir un motor viable para alimentar una lanzadera espacial. En 1982, British Aerospace (BAe), que era el principal constructor de satélites en Europa, comenzó a estudiar un nuevo sistema de lanzamiento prospectivo con el objetivo de obtener costos de lanzamiento que fueran del 20 % del Transbordador STS estadounidense operado por la NASA. BAe conoció la existencia del trabajo del fabricante de motores británico Rolls-Royce en un motor adecuado, y pronto concibió un avión espacial sSTO con alas no tripulado y totalmente reutilizable como vehículo de lanzamiento.
Por lo tanto, el proyecto pronto se convirtió en una empresa conjunta entre BAe y Rolls-Royce, liderada por los ingenieros John Scott-Scott y Bob Parkinson. Al principio, existía la ambición de 'europeizar' el proyecto e involucrar a otras naciones en su desarrollo y fabricación, ya que se reconoció que se necesitarían unos 4000 millones de libras para financiar el desarrollo del proyecto a gran escala. En agosto de 1984, BAe mostró públicamente el proyecto del lanzador de satélites HOTOL y dio a conocer detalles sobre sus operaciones propuestas.
En diciembre de 1984, un memorando del Departamento de Comercio e Industria del Reino Unido señaló que la República Federal de Alemania estaba interesada en el programa, mientras que Francia había adoptado una actitud crítica hacia el programa HOTOL, lo que el ministerio consideró potencialmente debido a que era visto como un competidor de los proyectos liderados por Francia. Según el responsable del mencionado Departamento de Comercio e Industria británico, Geoffrey Pattie, la presión diplomática francesa para reunir apoyo para su propio vehículo espacial (la propuesta denominada Transbordador Hermes) habría generado inadvertidamente apoyo e interés entre los miembros de la Agencia Espacial Europea (ESA) en el proyecto HOTOL. A pesar de este clima de interés en la propuesta y de un posible apoyo europeo, se produjo una actitud general de reticencia dentro del gobierno británico a tomar la iniciativa en un nuevo lanzador espacial.

### Estudio de interés y diseño estadounidense
En marzo de 1985 se afirmó que Rolls-Royce estaba en el proceso de llevar a cabo conversaciones para ceder bajo licencia la tecnología de los motores HOTOL a la compañía estadounidense de propulsores Rocketdyne. En abril de 1985, Pattie escribió al Secretario de Estado de Defensa Michael Heseltine para proponer que se realizara un estudio para diseñar un prototipo con un presupuesto de 3 millones de libras esterlinas de dos años de duración mediante un acuerdo de alianza público-privada, con un millón de libras esterlinas proporcionado por el gobierno del Reino Unido y el resto financiado por Rolls-Royce y BAe. Pattie argumentó que el proyecto serviría a la capacidad estratégica de Gran Bretaña y que las pruebas de tecnologías clave podrían fomentar la colaboración internacional. Según la publicación aeroespacial Flight International, el apoyo del Ministerio de Defensa Británico era fundamental, ya que el diseño del motor de HOTOL habría sido un proyecto clasificado.
En julio de 1985, el director técnico de Rolls-Royce, Gordon Lewis, declaró que la empresa buscaba la participación del grupo de propulsión del Royal Aircraft Establishment (RAE) y que Rolls-Royce no estaba preparada para invertir sus propios fondos en el desarrollo de motores para el HOTOL. Hacia la segunda mitad de 1985, se había comenzado a trabajar en el estudio de dos años sobre el prototipo de prueba. Al principio, hubo una presión considerable para demostrar la viabilidad y credibilidad del proyecto antes de que la ESA tomara las decisiones finales sobre el Hermes y lo que se convertiría en el sistema de lanzamiento Ariane 5, por lo que el trabajo se concentró en la validación de las tecnologías críticas involucradas en la iniciativa.
En noviembre de 1985, las conversaciones entre el Departamento de Comercio e Industria británico y el Royal Aircraft Establishment pusieron de manifiesto que Rolls-Royce estaba buscando datos estadounidenses sobre la tecnología del estatorreactor para respaldar su trabajo en el motor, al que se refería con el nombre de "Swallow". Según se informó, la Fuerza Aérea de los Estados Unidos estaba interesada en la tecnología utilizada en el motor Swallow para sus propios fines. En noviembre de 1985, las conversaciones entre la primera ministra Margaret Thatcher, el ministro sin cartera David Young y el asesor científico del presidente Ronald Reagan, George Keyworth, pusieron de manifiesto el interés estadounidense en la colaboración en el desarrollo de vehículos de velocidad hipersónica como el HOTOL, y que un prototipo podría estar volando ya en 1990.
Según los archivos del gobierno británico, ni BAe ni el Ministerio de Defensa estaban entusiasmados con las perspectivas de participación estadounidense en el programa, y expresaron su desgana por creer que el resultado de tal acercamiento podría provocar que el Reino Unido se convierta en un miembro menor del proyecto. También existía la creencia de que si Gran Bretaña optaba por asociarse con Estados Unidos, se quedaría sin trabajo en los futuros lanzadores europeos. Sin embargo, Rolls-Royce consideró necesaria la cooperación transatlántica. El director de negocios futuros de BAe, Peter Conchie, declaró que, dentro de lo posible, el HOTOL debería formar parte del marco espacial europeo. A principios de 1986, el gobierno británico aprobó formalmente el estudio de dos años inicialmente previsto.

### Problemas y críticas
En diciembre de 1984, el consultor de gestión de proyectos David Andrews publicó una crítica de ocho páginas del programa, señalando que el diseño optimizado únicamente para el ascenso se vería expuesto a cargas térmicas extendidas durante el descenso debido a su nivel de arrastre aerodinámico. También afirmó que el vehículo no ofrecía ninguna capacidad que no estuviera disponible. BAe se limitó a responder que las críticas formuladas ya habían sido respondidas. En abril de 1985, el subcontrolador del departamento de investigación y desarrollo del Ministerio de Defensa, James Barnes, afirmó que HOTOL carecía de una justificación y que no existía ningún requisito de defensa para tales vehículos. También señaló que los "problemas de ingeniería son considerables" y que es poco probable que entrara en servicio hasta la década de 2020. Por otro lado, también observó que el motor HOTOL era "ingenioso".
En noviembre de 1985, el Royal Aircraft Establishment emitió una evaluación de la propuesta de estudio del HOTOL. La institución pensaba que el HOTOL tardaría hasta 20 años en desarrollarse, en lugar del calendario de 12 años que había sido previsto por la industria. También estimó que el proyecto tendría un costo total estimado de 5000 millones de libras (a partir de su valor en 1985), 750 de los cuales serían necesarios en una fase de definición de seis años y otros 25 millones en una fase previa, para un estudio de viabilidad.
Durante el desarrollo, se descubrió que el motor trasero comparativamente pesado desplazaba el centro de masa del vehículo hacia atrás. Esto significaba que el vehículo tenía que diseñarse para empujar el centro de arrastre lo más hacia atrás posible, con el fin de garantizar la estabilidad durante todo el régimen de vuelo. El rediseño del vehículo para lograr este requisito requería una gran masa de sistemas hidráulicos, lo que reducía una proporción significativa de la carga útil, lo que dejó los aspectos económicos poco claros. En particular, parte del análisis parecía indicar que una tecnología similar aplicada a un enfoque de cohete puro daría aproximadamente el mismo rendimiento a un costo menor.

### Cancelación
En 1989, las perspectivas del HOTOL se habían vuelto sombrías. Desde el inicio del proyecto, el apoyo entre el gobierno británico y los socios industriales había sido desigual, mientras que Estados Unidos había emergido como la única nación extranjera que mostró voluntad de contribuir al programa, en parte debido a su carácter secreto. Había pocas posibilidades de participación europea, ya que la ESA había elegido continuar con el desarrollo de lo que se convertiría en el Ariane 5, un sistema de lanzamiento espacial convencional. Rolls-Royce se retiró del proyecto, juzgando que era poco probable que el mercado final para el motor fuera lo suficientemente grande como para pagar sus costos de desarrollo. El gobierno británico se negó a ofrecer más financiación para la iniciativa HOTOL. El proyecto estaba casi al final de su fase de diseño, mientras que muchos de los planes permanecían todavía en un estado meramente especulativo. Según los informes, la nave todavía estaba plagada de problemas aerodinámicos y de desventajas operativas en aquel momento.

### Sucesores
Un rediseño más económico, el Interim HOTOL o HOTOL 2, que iba a ser lanzado desde la parte trasera de un avión de carga Antonov An-225 Mriya modificado, fue promovido por BAe en 1991. Sin embargo, esta propuesta también fue rechazada. El diseño del Interim HOTOL debía prescindir de un ciclo de motor propulsado por aire, y se diseñó para utilizar una mezcla más convencional de oxígeno y de hidrógeno líquidos como combustible.
En 1989, el cocreador de HOTOL Alan Bond y los ingenieros John Scott-Scott y Richard Varvill formaron Reaction Engines Limited (REL), que desde entonces ha estado trabajando en un nuevo motor propulsado por aire, denominado SABRE, que utilizó diseños alternativos para solucionar (y mejorar) las patentes de Rolls-Royce desarrolladas para el vehículo Skylon, destinado a solucionar los problemas del HOTOL. Publicaron por primera vez estos conceptos de motores y naves espaciales en 1993, y desde entonces han estado desarrollando las tecnologías centrales, en particular el motor y su preenfriador con control de escarcha, inicialmente con financiación privada, pero más adelante con el apoyo de la Agencia Espacial Europea, del Centro Espacial Nacional Británico, de la Agencia Espacial del Reino Unido, de BAe, y del Air Force Research Laboratory (desde 2017). REL planeaba mostrar un preenfriador listo para el vuelo que funcionase en condiciones de vuelo simuladas en 2018 y probar estáticamente un núcleo de motor de demostración en 2020.

## Diseño

### Resumen
HOTOL se concibió como un avión espacial con alas de despegue y aterrizaje horizontal (sSTO) no tripulado y totalmente reutilizable. La nave no tripulada estaba destinada a poner una carga útil de alrededor de 7 a 8 toneladas en órbita a 300 km de altitud. Estaba previsto que despegara de una pista montado en la parte trasera de un gran carro propulsado por cohetes, que ayudaría a que la nave alcanzara la "velocidad de trabajo". El motor estaba destinado a cambiar de propulsión a chorro a propulsión de cohete puro a 26-32 km de altura, momento en el que la nave estaría viajando a entre 5 y 7 veces la velocidad del sonido. Después de alcanzar una órbita terrestre baja, el HOTOL tendría que volver a entrar en la atmósfera y planear para aterrizar en una pista convencional (aproximadamente, de 1500 m de longitud como mínimo). Solo se habría transportado una única carga útil a la vez, ya que BAe había estimado que esta era la forma más económica, eliminando cualquier necesidad de instrumental para colocar distintos satélites en órbita, y permitía que las misiones se adaptaran a requisitos individuales.
Durante su fase de gran altitud, su sistema autónomo de control de vuelo se habría vinculado a estaciones terrestres y a la navegación GPS basada en el espacio, mientras que se habría utilizado el radar durante las fases de despegue y aterrizaje. Además de la colocación de satélites en órbita geosíncrona o LOE, también se proyectó que HOTOL pudiera realizar también la recuperación de satélites e instrumental de órbitas bajas. El material promocional de BAe describía el acoplamiento del HOTOL con la Estación Espacial Internacional (ISS), una hazaña que, según la compañía, habría requerido una operación con personal, ya que los sistemas automatizados no eran capaces de realizar tales maniobras de acoplamiento en aquel momento. El HOTOL fue diseñado para realizar vuelos no tripulados totalmente automatizados; sin embargo, se pretendía en una etapa posterior reintroducir potencialmente un piloto. Las operaciones tripuladas habrían requerido la instalación de un módulo presurizado específico dentro de la bahía de carga útil.
Tal como se diseñó, habría tenido 62 m, 12,8 m, un diámetro de fuselaje de 5,7 m y una envergadura de 19,7 m. Presentaba un diseño de ala que se derivaba del utilizado en el Concorde. Su gran área se tradujo en una carga alar relativamente baja, lo que habría resultado en temperaturas de reentrada más bajas (que nunca se elevarían por encima de 1400 °C). Construido con materiales poliméricos reforzados con fibra de carbono, no habría sido necesario el uso de baldosas aislantes similares a las que componen el sistema de protección térmica del transbordador espacial. El tren de aterrizaje guardado internamente habría sido demasiado pequeño para soportar el peso del cohete completamente cargado, por lo que los aterrizajes de emergencia habrían requerido que se descargara el combustible.

### Motor
El RB545, al que el fabricante británico de motores Rolls-Royce le dio el nombre de "Swallow", era un motor cohete alimentado por aire. Habría funcionado como un motor integrado de doble función, habiendo sido capaz de utilizar aire mientras operaba dentro de la atmósfera y de una manera similar a la de un cohete cuando se había acercado y dentro de una órbita baja. Este motor también habría sido capaz de impulsar la nave espacial a velocidades hipersónicas. Fue un elemento crucial del programa, habiendo sido calificado públicamente como "el corazón de los muy bajos costos de lanzamiento del HOTOL".
Los detalles exactos de este motor estaban protegidos por la Ley de Secretos Oficiales del Reino Unido. En consecuencia, existe relativamente poca información pública sobre su desarrollo y funcionamiento. Sin embargo, el material fue posteriormente desclasificado cuando la política del gobierno cambió para evitar el mantenimiento de patentes secretas sin una justificación apropiada.
Dentro de la atmósfera, el aire se toma a través de dos rampas de admisión montadas verticalmente; y el flujo se dividiría a continuación pasando una parte a los preenfriadores y el exceso a los conductos de derrame. El hidrógeno de los tanques de combustible pasaría a través de dos intercambiadores de calor para preenfriar el aire antes de entrar en un ciclo de motor del tipo turborreactor de alta relación de presión general: el hidrógeno calentado impulsa una turbina para comprimir y alimentar el aire enfriado en el motor cohete, donde se quemaría con un poco del hidrógeno utilizado para enfriar el aire. La mayor parte del hidrógeno caliente restante se liberaría de la parte trasera del motor, y se extraería una pequeña cantidad para recalentar el aire en los conductos de derrame en una disposición de estatorreactor para producir una "resistencia de impulso de admisión negativa". Estos estatorreactores se representaban típicamente como dos círculos rojos brillantes situados por debajo de los motores cohete en las imágenes del HOTOL.
Para evitar que los preenfriadores se congelasen, el primer preenfriador refrigeraba el aire a unos 10 °C por encima del punto de congelación, para licuar el vapor de agua en el aire. Entonces se habría inyectado la mezcla de hidrógeno y oxígeno líquidos en el flujo de aire para bajar la temperatura a −50 °C (−58 °F), congelando el agua en cristales de hielo microscópicos, lo suficientemente fría como para que no se derritieran debido al calentamiento cinético si golpeaban los elementos del segundo preenfriador. Se podría haber agregado una trampa de agua después del primer preenfriador si las condiciones de funcionamiento generaban un exceso de humedad.
Cuando ya no era posible usar la atmósfera para la combustión, el RB545 cambiaba al uso de oxígeno líquido a bordo (LOX) para quemar con el hidrógeno como un cohete de hidrógeno/oxígeno de alta eficiencia.